# اوسینو گوی
اوسینو سزار گوی (به انگلیسی: Ousseynou César Gueye؛ زادهٔ ۲۶ فوریهٔ ۱۹۹۵) بازیکن فوتبال اهل سنگال است که در پست وینگر راست برای باشگاه خيبر خرم‌آباد در لیگ برتر خلیج فارس بازی می‌کند.

## عملکر باشگاهی
اوسینو گوی در داکار متولد شد و فوتبال خود را در ASC Jaraaf آغاز کرد.
در ۲۲ ژوئیهٔ ۲۰۱۹، اعلام شد که گوی به تیم فوتبال بورژ فوت ۱۸ در لیگ ملی ۲ فرانسه منتقل خواهد شد. با این حال، این انتقال محقق نشد زیرا او برای باشگاه سنگالی جنریشن فوت بازی می‌کرد.

### الوحدات
گوی در سال ۲۰۲۴ به الوحدات پیوست، جایی که در آن فصل نقش محوری در تیم ایفا کرد.

## عملکرد ملی
در ۱۳ ژوئن ۲۰۱۹، گوی به تیم ملی سنگال متشکل از بازیکنان محلی فراخوانده شد تا برای مسابقات مقدماتی قهرمانی ملت‌های آفریقا ۲۰۲۰ آماده شود.